# Milan Corryn
Milan Corryn (Aalst, 4 april 1999) is een Belgisch voetballer die bij voorkeur als centrale middenvelder speelt. Sinds 2021 kwam hij uit voor Warta Poznań uit Polen. In januari 2023 tekent hij een contract voor anderhalf jaar bij het Nederlandse Almere City FC.

## Carrière

### Jeugd
Corryn, afkomstig uit Gooik maar geboren in Aalst, sloot zich op achtjarige leeftijd aan bij de jeugd van RSC Anderlecht, dat hem wegplukte bij de jeugd van FCV Dender EH. In 2017 studeerde hij af als Purple Talent, een project waarbij Anderlecht jonge spelers zowel op als naast het veld begeleidt. Corryn was in het seizoen 2017/18 een vaste pion in de beloftenploeg van Anderlecht, wat hem in december 2017 een contract tot 2020 opleverde. Ondanks de doorbaak van Anderlechtjongeren als Alexis Saelemaekers en Francis Amuzu in de A-ploeg wist Corryn de stap naar het eerste elftal echter niet te maken.

### AS Trenčín
Op 31 augustus 2018 ruilde Corryn Anderlecht, met het oog speelminuten te maken in een eerste elftal, in voor de Slowaakse eersteklasser AS Trenčín. Hij ondertekende hier een driejarig contract tot juni 2021. Op 15 september 2018 mocht Corryn officieel debuteren, in de competitiewedstrijd tegen FK Senica mocht hij na 77 minuten invallen voor de Nederlander Joey Sleegers. Corryn kreeg meteen een gele kaart maar wist zijn eerste wedstrijd bij AS Trenčín wel winnend af te sluiten met een 0-2-eindstand. Op 8 december 2018 scoorde hij als basisspeler centraal op het middenveld zijn eerste doelpunt voor de club. Corryn scoorde de 1-1-gelijkmaker in de competitiewedstrijd tegen Spartak Trnava, zijn doelpunt leverde Trenčín uiteindelijk wel niets op aangezien de wedstrijd met 3-1 werd verloren.

### Warta Poznań
Na drie seizoenen Slowakije zet Corryn zijn loopbaan nu verder in Polen. Hij ondertekende op 26 juni 2021 een contract voor twee seizoenen plus optie bij Warta Poznań, dat afgelopen seizoen op een vijfde plaats eindigde in de Poolse hoogste klasse. Op 6 augustus 2021 maakte hij zijn eerste doelpunten tegen Górnik Łęczna en won de wedstrijd met 0-4.

## Statistieken
| Seizoen        | Club           | Land               | Competitie      | Competitie | Competitie | Beker | Beker | Internationaal | Internationaal | Totaal | Totaal |
| Seizoen        | Club           | Land               | Competitie      | Wed.       | Dlp.       | Wed.  | Dlp.  | Wed.           | Dlp.           | Wed.   | Dlp.   |
| -------------- | -------------- | ------------------ | --------------- | ---------- | ---------- | ----- | ----- | -------------- | -------------- | ------ | ------ |
| 2017/18        | RSC Anderlecht | Vlag van België    | Eerste klasse A | 0          | 0          | 0     | 0     | 0              | 0              | 0      | 0      |
| 2018/19        | AS Trenčín     | Vlag van Slowakije | Fortuna Liga    | 24         | 2          | 1     | 0     | 0              | 0              | 25     | 2      |
| 2019/20        | AS Trenčín     | Vlag van Slowakije | Fortuna Liga    | 15         | 1          | 1     | 0     | 0              | 0              | 16     | 1      |
| 2020/21        | AS Trenčín     | Vlag van Slowakije | Fortuna Liga    | 27         | 4          | 2     | 1     | 0              | 0              | 29     | 5      |
| 2021/22        | Warta Poznań   | Vlag van Polen     | Ekstraklasa     | 21         | 2          | 1     | 0     | 0              | 0              | 22     | 2      |
| Carrièretotaal | Carrièretotaal | Carrièretotaal     | Carrièretotaal  | 87         | 9          | 3     | 0     | 0              | 0              | 92     | 10     |

Bijgewerkt op 25 januari 2021.

## Interlandcarrière
Corryn debuteerde op 24 september 2015 voor België –17. Hij nam in 2016 deel aan het EK voetbal onder 17 in Azerbeidzjan, waar hij in vier wedstrijden in actie kwam. Corryn scoorde in de groepsfase het openingsdoelpunt tegen Schotland. Vanaf 2017 kwam hij uit voor de U19 selectie van België, hiervoor kwam Corryn in 2018 voor het laatst in actie.
1 Bakker ·
2 Dankerlui ·
3 Jacobs ·
4 Visus ·
5 Ritmeester van de Kamp ·
6 Carbonell ·
7 Providence ·
8 Tahiri ·
9 Robinet  ·
11 Kadile ·
12 Jasim ·
14 Zagaritis ·
15 Lawrence ·
16 Nalić ·
17 Hansen ·
18 Brym ·
19 Haye ·
20 Akujobi ·
21 Guillaume ·
22 Barbet ·
23 Balboa ·
24 Mattoir ·
25 Mamengi ·
26 Keller ·
27 Martins ·
28 Receveur ·
29 Wendlinger ·
30 Kuiper ·
31 Van der Wilt ·
32 De Nijs ·
34 Foah-Sam ·
34 Pinas ·
36 Beaumont ·
37 Puriel ·
39 Poku ·
40 Dors ·
41 Mateyo ·
50 Garden ·
Coach: Rijsdijk
· Assistent-coach: Booy
· Assistent-coach: Dastgir
· Assistent-coach: Talan
· Keeperstrainer: Etemadi